# Till-Preis
Der Till-Preis (oder auch Eulenspiegel-Preis) wird seit dem Jahr im Rahmen Festivals für politisch-satirisches Kabarett  verliehen. Dieses fand ab 1999 in Bernburg (Saale) statt. Seit 2005 findet das Kabarettfestival in der Stadt Aschersleben statt. Der Till-Preis der Stadt Bernburg wurde 2005 durch den Kleinkunstpreis der Stadt Aschersleben ersetzt.
Der Preis verdankt seinen Namen der Figur des Till Eulenspiegel, die seit Jahrhunderten in der Saalestadt fast überall präsent ist. Das Schloss Bernburg beheimatet in den Mauern seines Schlosshofes das größte Eulenspiegeldenkmal, den  Eulenspiegelturm. 
Der Till-Preis ist die Nachbildung einer 1,50 m großen auf einem 20 cm hohen Sockel stehenden Skulptur, den Till darstellend, der eine Wurst in der linken Hand hält, davoneilt und mit der rechten Hand eine Nase dreht. Die aus Rothenburger Stein gearbeitete Figur des Könneraner Bildhauers Paul Bölecke wurde zur 1000-Jahr-Feier der Saalestadt Bernburg 1961 geschaffen. 

## Till-Preis der Stadt Bernburg an der Saale
- 2000 Klaus Döll
- 2001 Dieter Hallervorden
- 2002 Günther Kulbe
- 2003 Rainer Otto
- 2004 Hans-Günther Pölitz
- 2005  Klaus Hoffmann

## Kleinkunstpreis der Stadt Aschersleben
- 2005 Manfred Schulz
- 2006 Dieter Hildebrandt
- 2007 Gisela Oechelhaeuser
- 2008 Henry Pucklitzsch
- 2009 Karin Fuhrmann
- 2010 Hans Friedland und Andreas Gaber
- 2011 Georg Schramm
- 2012 Erhard Jöst
- 2014 Philipp Schaller
- 2015 Sabine Sahling
- 2016 Die Anstalt[1]
- 2018 Dieter Perlowski
- 2020 Schwarze Grütze
- 2021 Die HengstmannBrüder
- 2022 Andreas Rußbült
- 2023 Matthias Schwarzmüller
- 2024 Michael Ihringer